# Bărbătești (okręg Vâlcea)
Bărbătești – wieś w Rumunii, w okręgu Vâlcea, w gminie Bărbătești. W 2011 roku liczyła 897 mieszkańców.